# Czekulino
Czekulino (ros. Чекулино) – wieś (ros. деревня, trb. dieriewnia) w zachodniej Rosji, w osiedlu wiejskim Michnowskoje rejonu smoleńskiego w obwodzie smoleńskim.

## Geografia
Miejscowość położona jest 1,5 km od drogi federalnej R120 (Orzeł – Briańsk – Smoleńsk – Witebsk), 10,5 km od drogi magistralnej M1 «Białoruś», 14,5 km od centrum administracyjnego osiedla wiejskiego (Michnowka), 20,5 km od Smoleńska, 2,5 km od najbliższego przystanku kolejowego (Katyń).
W granicach miejscowości znajdują się ulice: Centralnaja, Centralnyj pierieułok, Cwietocznaja, Dnieprowskaja, Lesnaja, Lesnoj pierieułok, Ługowaja, Piesczanaja, Polewaja, Rakitnaja, Ruczejnaja, Sadowaja, Smolenskaja, 1-yj Smolenskij pierieułok, 2-oj Smolenskij pierieułok, Sosnowaja, Zaruczejnaja.

## Demografia
W 2010 r. miejscowość zamieszkiwało 210 osób.